# Synagogue d'Adelsheim
 (septembre 2018).
La synagogue d'Adelsheim était une synagogue située à Adelsheim, dans l'arrondissement de Neckar-Odenwald et le Land de Bade-Wurtemberg, en Allemagne. Elle est construite en 1889–90 et détruite en 1977.

## Histoire
La communauté juive d'Adelsheim (de) possédait une synagogue sur la Turmgasse, devenue trop petite en raison de l'augmentation du nombre de fidèles. La nouvelle synagogue est construite au Tanzbergstraße/Ecke Untere Austraße 1. 
Pendant la nuit de Cristal, le mobilier intérieur est détruit et les rouleaux de la Torah sont brûlés en public.
En 1939, l'édifice devient une propriété de la ville d'Adelsheim. En 1947, le Jugendclub Adelsheim s'installe dans le bâtiment. Dans les années 1950, le bâtiment devient un point de collecte de lait et un entrepôt de la coopérative agricole. Il est rasé en 1977. Une plaque commémorative est installée en 2005 à l'emplacement de l'ancienne synagogue.